# Parafia św. Jana Nepomucena w Duczyminie
Parafia pw. Świętego Jana Nepomucena w Duczyminie – parafia rzymskokatolicka należąca do dekanatu dzierzgowskiego, diecezji płockiej, metropolii warszawskiej.